# えがおのはな
「えがおのはな」は、2010年6月 - 7月、NHKの「みんなのうた」で放送された曲。歌・作詞・作曲：上野樹里、編曲：川田瑠夏。

## 概要
女優上野樹里によるみんなのうた出演2作目（1作目は2007年12月 - 2008年1月放送の　じーじのえてがみ〜グランドファザーズ・レター〜）。本曲は前回と異なり上野自身が作詞・作曲を行っており
「自分が疲れたり落ち込んでしまった時、仲間がいつも笑顔で支えてくれる。そんな自分のダメな部分と皆の素敵な部分を描きました。自分自身を励ますために生まれた歌だから、皆も励まされて元気になって、私は皆のナカマだと共感してくれたら嬉しい」と本曲について語っている。
アニメーションは前回恋つぼみ（2006年2月 - 3月放送）を手掛けた稲葉卓也が担当している。
初回放送から4か月後の2010年10月 - 11月にお楽しみ枠で初めて再放送された。また、Eテレの企画「お願い!編集長」に寄せられたリクエストに賛同者が多く集まったため、2015年4月18日・5月16日にも再放送された。
2010年6月30日にアミューズより本曲のシングルが発売され本曲とそのカラオケ版が収録されている。
番組関連の商品では、2016年4月27日にキングレコードより発売された「NHKみんなのうた 55 アニバーサリー・ベスト～6さいのばらーど～」に収録された。